# Iván Catani
Iván Catani (Bahía Blanca, Provincia de Buenos Aires, 27 de agosto de 1998) es un baloncestista argentino que se desempeña como alero en Godoy Cruz de la Superliga de Básquetbol de Mendoza en Argentina.

## Trayectoria
Catani aprendió a jugar al baloncesto en la Escuela Municipal de Tornquist, pasando luego por las canteras de Estudiantes de Bahía Blanca y Bahiense del Norte. En enero de 2017 fue fichado por Hispano Americano. Con ese club jugó fundamentalmente en la Liga de Desarrollo, pudiendo también debutar en la Liga Nacional de Básquet. Al concluir la temporada fue fichado por Estudiantes Concordia. Con los entrerrianos Catani jugó en LNB, pero también en la Liga Sudamericana de Clubes y la Liga de las Américas. 
En agosto de 2018 cerró su traspaso a Capuchinos, un equipo de la ciudad de Concordia que militaba en el Torneo Federal de Básquetbol, la tercera categoría del baloncesto profesional argentino. Tras un año allí, fue fichado por Quilmes de Mar del Plata, haciendo así su debut en La Liga Argentina, el torneo de la segunda categoría argentina. 
En 2021 partió hacia Europa, jugando un semestre en la Liga EBA de España con el CB Salou y otro en la Serie C de Italia con Cestistica Ischia.
A comienzos de 2022 retornó a la Argentina repatriado por Bahía Basket. Sin embargo unos meses después sufrió una lesión que lo dejó inactivo durante casi un año. 
Regresó a Italia en agosto de 2023, al ser fichado por el Mola New Basket 2012, un equipo de la Serie B Interregionale. Tras media temporada, dejó el equipo para incorporarse al  Itzehoe Eagles de la ProB de Alemania, equipo que se encontraba en la última posición del torneo de tercera división.
En agosto de 2024 se sumó a San Lorenzo del Sud para disputar el torneo de Primera División de la Asociación Bahiense de Básquetbol. En el semestre siguiente se unió a Godoy Cruz de la Superliga de Básquetbol de Mendoza.

### Clubes
| Club                     | País      | Año           |
| ------------------------ | --------- | ------------- |
| Hispano Americano        | Argentina | 2017          |
| Estudiantes Concordia    | Argentina | 2017 - 2018   |
| Capuchinos               | Argentina | 2018 - 2019   |
| Quilmes de Mar del Plata | Argentina | 2019 - 2020   |
| CB Salou                 | España    | 2021          |
| Cestistica Ischia        | Italia    | 2021          |
| Bahía Basket             | Argentina | 2022          |
| Mola New Basket 2012     | Italia    | 2023          |
| Itzehoe Eagles           | Alemania  | 2024          |
| San Lorenzo del Sud      | Argentina | 2024          |
| Godoy Cruz               | Argentina | 2025-presente |